# Manfred Mann's Earth Band (album)
Manfred Mann's Earth Band je debutové a eponymní studiové album anglické rockové skupiny Manfred Mann's Earth Band, vydané v roce 1972, v té době hrál ve skupině i pozdější bubeník AC/DC Chris Slade.

## Seznam skladeb
1. "California Coastline" (Walt Meskell, Tim Martin) – 2:48
2. "Captain Bobby Stout" (Lane Tietgen) – 6:54
3. "Sloth" (Manfred Mann, Mick Rogers) – 1:27
4. "Living Without You" (Randy Newman) – 3:36
5. "Tribute" (Mann) – 5:32
6. "Please Mrs Henry" (Bob Dylan) – 4:32
7. "Jump Sturdy" (Dr. John Creaux) – 4:49
8. "Prayer" (Mann) – 5:41
9. "Part Time Man" (D. Sadler, Mann) – 3:05
10. "I'm Up And I'm Leaving" (Mann, Sadler) – 3:11
11. "Living Without You" (single version mono) (Newman) – 3:36
12. "California Coastline" (single version mono) (Meskell, Martin) – 2:47
13. "Mrs Henry" (single version mono) (Dylan) – 2:39

- Skladby 11-13 vyšly jako bonusy na reedici v roce 1999, nikoli na původní verzi

## Sestava
- Mick Rogers – kytara, zpěv
- Manfred Mann – varhany, syntezátor, zpěv
- Colin Pattenden – baskytara
- Chris Slade – bicí